# Macroteleia cavifrons
Macroteleia cavifrons är en stekelart som beskrevs av Jean-Jacques Kieffer 1914. Macroteleia cavifrons ingår i släktet Macroteleia och familjen Scelionidae. Inga underarter finns listade i Catalogue of Life.